# Vocaloid
Vocaloid (estilizado VOCALOID) (ボーカロイド Bōkaroido?) es un programa de computadora (software) de síntesis de voz, capaz de cantar, desarrollado por Yamaha Corporation, con la idea original de Music Technology Group de la Universidad Pompeu Fabra de Barcelona, España. El equipo de investigadores encargado del desarrollo de la tecnología de Vocaloid es el mismo de Voctro Labs que a finales del 2011 se fundó para ser la primera empresa que comercializa voces hispanas para Vocaloid 3. Yamaha Corporation puso los medios económicos para llevar a cabo el proyecto y después se desarrolló el software a un producto comercial llamado "Vocaloid".
El software proporciona al usuario la capacidad de sintetizar canciones simplemente escribiendo la letra y la melodía. Usa tecnología de sintetizado el cual se graba el canto de actores de doblaje o cantantes. Para crear una canción, el usuario debe incorporar la melodía y las letras. Una interfaz de un rollo de piano es usado para incorporar la melodía y las letras que pueden ser puestas en cada nota. El Software puede cambiar el acento de las pronunciaciones, agregar efectos tales como el vibrato o el cambio de dinámica y el tono de la voz. Cada Vocaloid es vendido como "un cantante en una caja" diseñado a actuar como un reemplazo para un cantante real. Inicialmente el software contaba solo con los idiomas Inglés y Japonés, pero a partir de la versión 3 se incorporan Español, Chino y Coreano.
El Software está dirigido tanto a músicos profesionales como a usuarios que lo usan como hobby, y hasta ahora, ha vendido la idea de que los límites los marca las habilidades del propio usuario. Grupos musicales japoneses como Livetune de Victor Entertainment y Supercell de Sony Music Entreteiment Japan han liberado sus propias canciones con Vocaloid como su vocal. La marca disquera japonesa Exit Tunes of Quake Inc., también ha liberado compilaciones de álbumes con Vocaloids. Artistas tales como Mike Oldfield también han usado Vocaloids dentro de su trabajo para respaldar la voz del cantante y muestras de sonido.

## Tecnología del futuro
La tecnología de canto sintetizada de Vocaloid es categorizada como síntesis concatenativa, el cual junta y procesa fragmentos vocales extraídos de las voces humanas cantadas en el dominio de la frecuencia. En síntesis de canto, el sistema produce voces realistas agregando información de la expresión vocal como el vibrato para anotar la información. La tecnología de sintetizado Vocaloid fue llamado inicialmente "Articulación del Canto Dominio de la Frecuencia Empalme y Conformación" (周波数ドメイン歌唱アーティキュレーション接続法 Shūhasū-domain Kashō Articulation Setsuzoku-hō?) aunque Yamaha ya no usa más este nombre en sus sitios web. "La Articulación del canto es explicado como "expresiones vocales" tales como el vibrato y fragmentos vocales necesarios para cantar. Los motores de síntesis de Vocaloid y Vocaloid 2 son diseñados para cantar, no para leer texto en voz alta. No pueden replicar naturalmente las expresiones de canto como las voces roncas o gritos.

### Arquitectura del sistema
Las partes principales del sistema Vocaloid 2 son el Editor de Partitura (Vocaloid 2 Editor), La Librería del Cantante y el Motor de Síntesis. El Motor de Síntesis recibe de la partitura información desde el Editor de Partituras, selecciona las muestras apropiadas de la Librería del Cantante, y los concatena para emitir voces sintetizadas. Básicamente, no hay diferencia en el Editor de Partitura proveído por Yamaha entre los diferentes productos Vocaloid 2. Si un producto Vocaloid 2 ya está instalado, el usuario puede habilitar otro producto Vocaloid 2 agregando su librería. El sistema soporta dos idiomas, Japonés e Inglés; aunque otros idiomas podrían ser opcionales en el futuro. Funciona standalone (sin dependencias), reproduce y exporta a WAV y como una aplicación ReWire o VSTi accesible desde la DAW.

#### Editor de partitura
El editor de partitura es un editor estilo rollo de piano para introducir notas, letras y algunas expresiones. Para una biblioteca de cantante japonés, el usuario puede introducir gojūon letras escritas en hiragana, katakana o romaji. Para una Librería Inglesa, el editor automáticamente convierte las letras en los símbolos fonéticos AFI usando la pronunciación incorporada en el diccionario. El usuario puede editar directamente los símbolos fonéticos de las palabras registradas. Una biblioteca japonesa y una biblioteca inglesa difieren en el método de introducir las letras, pero comparten la misma plataforma. Por lo tanto, el Editor Japonés puede cargar una Librería Inglesa y viceversa. Como se menciona arriba, el método de introducir las letras es dependiente de la biblioteca, y tanto los editores japoneses e ingleses difieren solo en los menús. El editor de partitura ofrece varios parámetros para agregar expresiones a las voces de canto. El usuario es supuesto a optimizar esos parámetros para que se adapte mejor a la melodía sintetizada cuando se crean las voces. Este editor soporta ReWire y puede ser sincronizado con DAW. La "reproducción" en tiempo real de canciones con letras predefinidas usando un teclado MIDI está también soportado.

#### Librería del cantante
Cada concesionario de Vocaloid desarrolla la Librería del Cantante o una base de datos de muestras de fragmentos vocales de gente real. La base de datos debe tener todas las combinaciones posibles de fonemas del idioma objetivo, incluyendo difonos (una cadena de dos fonemas diferentes) y vocales sostenidas, también como los polifónicos con más de dos fonemas si es necesario. Por ejemplo, la voz correspondiente a la palabra en inglés "sing" ([sIN]) puede ser sintetizada concatenando la secuencia de difonos "#-s, s-I, I-N, N-#" (# indicando un fonema mudo) con la vocal sostenida ī. El sistema Vocaloid cambia la altura de esos fragmentos de modo que ajusta la melodía. En orden de obtener sonidos más naturales, tres o cuatro diferentes rangos de altura son requeridos para ser almacenados en la librería. El Japonés requiere 500 difonos por altura, mientras que el Inglés requiere 2,500. El Japonés tiene muy pocos difonos y más sonidos silábicos que son sílabas abiertas terminando en una vocal. En Japonés, hay básicamente tres patrones de difonos conteniendo una consonante: mudo-consonante, vocal-consonante y consonante-vocal. Por otro lado, el Inglés tiene muchas sílabas cerradas terminando en difonos consonante, consonante-consonante y consonante-mudo también. Así, más difonos son necesarios para ser grabados en una librería Inglesa que en una Japonesa. Debido a esta diferencia lingüística, una librería Japonesa no es adecuada para cantar en inglés.

#### Motor de síntesis
El motor de síntesis recibe la información de la partitura contenida en mensajes MIDI dedicados llamados Vocalod MIDI enviados por el Editor de partitura, ajusta la altura y el timbre de las muestras seleccionadas en dominio de frecuencia y los une a las voces de canto sintetizadas. Cuando Vocaloid corre como un VSTi accesible desde la DAW, el complemento VST incluido pasa por alto el Editor de Partitura y envía directamente esos mensajes al Motor de Síntesis.
Ajuste de sincronización
En voces de canto, la consonante onset de una sílaba es pronunciada antes de que la vocal onset sea pronunciada. La posición de inicio de una nota llamada "Note-On" necesita ser la misma que la vocal onset, no el comienzo de la sílaba. Vocaloid mantiene la "partitura sintetizada" en memoria para ajustar la sincronización de la muestra, así que la vocal onset debería estar estrictamente en la posición "Note-On". Sin ajuste de sincronización podría resultar en un retraso.
Conversión de altura
Desde que las muestras son grabadas en diferentes alturas, la conversión de altura es requerido cuando concatenan las muestras. El motor calcula una altura deseada de las notas y ataque y parámetros de vibrato, y entonces selecciona las muestras necesarias de la librería.
Manipulación del timbre
El motor arregla el timbre alrededor de la unión de las muestras. El timbre de una vocal sostenida es generada interpolando envolventes espectrales de las muestras circundantes. Por ejemplo, cuando se concatenan una secuencia de dífonos "s-e, e, e-t" de la palabra inglesa "set", el envolvente espectral de una ē sostenida en cada cuadro (frame) es generado interpolando ē al final de "s-e" y ē al principio de "e-t".
Transformaciones
Después de la conversión de altura y de la manipulación del timbre, el motor lo transforma, al igual que la Transformada rápida de Fourier Inversa (IFFT), para emitir voces sintetizadas.

### Vocaloid VSTi Plug-in
Permite usar el software como un instrumento VSTi en cualquier Estación de trabajo de audio digital (Yamaha indica que VocaloidVSTi no funciona en Cakewalk Sonar). Permite tocar en tiempo real las melodías desde un teclado midi o un piano roll previamente configurado.
Los motores Vocaloid 1 y 2 poseen un plug-in VSTi, pero en la versión 3 esta ya no está incluida.

## Historia del software

### VOCALOID
Yamaha empezó el desarrollo de Vocaloid en marzo de 2000 y se anunció por primera vez en la German fair Musikmesse del 5 al 9 de marzo de 2003. Los primeros Vocaloids, Leon y Lola, fueron liberados por el estudio Zero-G el 3 de marzo de 2004, los cuales fueron vendidos como un "Virtual Soul Vocalist". León y Lola hicieron su primera aparición en el NAMM Show el 15 de enero de 2004. Leon y Lola también fueron demostrados en el puesto Zero-G Limited durante Wired Nextfest y ganó el "the 2005 Electronic Musician Editor's Choice Award". Más tarde, Zero-G lanzó Miriam, con su voz provisto por Miriam Stockley, en julio de 2004. Más tarde ese año, Crypton Future Media también lanzó su primer Vocaloid, MEIKO. En junio de 2005, Yamaha actualizó la versión del motor a 1.1. Un parche fue liberado después para actualizar todos los motores Vocaloid a Vocaloid 1.1.2, agregando nuevas características al software, aunque había diferencias entre las salidas resultantes del motor. Un total de cinco productos Vocaloid fueron lanzados desde 2004 a 2006. Vocaloid no tuvo rivales previos en tecnología para contender con al menos en el tiempo de su lanzamiento, con la versión en inglés solamente tuvieron que hacer frente al lanzamiento posterior del software VirSyn's Cantor durante su ejecución original. A partir de 2011, esta versión del software ya no tiene el soporte de Yamaha y ya no será actualizada.

### VOCALOID2
Vocaloid 2 fue anunciado en 2007. La ingeniería sintetizadora y la interfaz de usuario fueron completamente renovadas. Nuevas características como nota de audición, un seguimiento de control transparente, alternar entre la reproducción y la representación, y el control de la expresión se llevaron a cabo. Uno de ruido de la respiración y la voz ronca se pueden grabar en la biblioteca para hacer sonidos realistas. Esta versión no posee Retrocompatibilidad y su editor no puede cargar una biblioteca integrada en la versión anterior. Aparte del software de PC, se ofrecen servicios NetVocaloid.
Yamaha anunció una versión del software Vocaloid 2 para el iPhone y el iPad, que expuso en el otoño de 2010 Y2 Expo de contenido digital en Japón. Más tarde, esta versión del software fue liberada usando la voz de una Vocaloid propia de Yamaha llamada VY1.
A partir de 2011, hay siete estudios relacionados con la producción y distribución de Vocaloids con dos involucrados únicamente en inglés, cuatro solo en Japón y uno en los dos idiomas para el que se desarrolla el software.
Vocaloid2 Editor es la última aplicación software musical que sintetiza canciones en japonés o en inglés (Dependiendo de la voz adquirida). Utiliza la tecnología Vocaloid2 de Yamaha Corporation con muestras reales de voces de actores (Seiyuu) o cantantes. Para crear una canción, el usuario debe introducir la melodía y la letra. Una interfaz parecida a un piano(Piano Roll) es usada para introducir la melodía. La letra debe ser introducida en cada nota. El software puede cambiar el énfasis de la pronunciación, añadir efectos como el vibrato, cambiar la dinámica y el tono de la voz.
Vocaloid2 Editor puede enviar datos a un host Rewire para ser editada en tiempo real.
Esta vocaloid es Hatsune Miku

### VOCALOID3
Vocaloid 3 fue lanzado el 21 de octubre de 2011. Varios estudios proveyeron actualizaciones para permitir que las librerías vocales de Vocaloid 2 puedan venir en Vocaloid 3. También incluye el software "Vocalistener", el cual ajusta los parámetros interactivamente desde el canto del usuario para crear un canto sintetizado natural. Soporta idiomas adicionales incluyendo Chino, Coreano y Español, pero en el año 2013 Voctro Labs anunció que habían creado una vocaloid en catalán, por lo que, siendo privada o no, se sabe que habrá librerías en este idioma. Además tiene la habilidad de usar plugins para el software en sí mismo y cambiar entre el modo normal y "clásico" para resultados vocales menos realistas. A diferencia de las versiones previas , las librerías vocales y el software principal de edición son vendidas como dos artículos separados. Las librerías vocales en sí mismos solamente contienen una versión "reducida" del software de edición Vocaloid 3. Yamaha también estará concediendo la licencia de plugins para el uso del software Vocaloid para medios adicionales tales como videojuegos. Esta versión introdujo cambios internos en el funcionamiento del software, pasando a usar trífonos, algo similar a algo que vemos en otros sintetizadores de voz como UTAU, que usa trífonos para sus bancos de voz VCV. 

### VOCALOID4
El 20 de noviembre del 2014, durante el streaming en vivo, Yamaha reveló la cuarta edición de su software VOCALOID el cual presta nuevos parámetros los cuales permitirán aumentar las posibilidades creativas. Aunque un trabajador de PowerFX ya había mencionado esto antes.
Se agrega el gruñido y la posibilidad de mezclar voces, herramientas como el Pitch Rendering que son buena guía y Pitch Snap para dar un efecto robótico, entre otras nuevas cosas. La interfaz tiene un leve cambio y la ventana de parámetros vuelve a ser como en VOCALOID(1).

### VOCALOID5
Esta nueva actualización ha sido liberada el día 18 de julio de 2018 con nuevas características, y ahora con una opción de al comprarlo vienen 4 voicesbanks incluidos 2 en inglés y 2 en japonés, los ingleses son Chris y Amy y los japoneses son Ken y Kaori, y la otra opción es en la que vienen 8 voicesbanks los cuales son los 4 anteriormente mencionados y las versiones 5 de VY1V5, VY2V5, Cyber Songman II y cyber Diva II, VY1 VY2 Songman Y Diva solo son adaptaciones lo cual quiere decir que solo se hicieron mejoras en la calidad de la voz y en el caso de VY2 se le agregó Growl.
El XSY ha sido eliminado no se puede usar Vocalistener,
Los Plug-ins son completamente incompatibles, ahora tiene con 1000 líneas de texto preestablecidas para los VB japoneses e ingleses.
También incluye 1000 muestras de audio.
Tiene 10 estilos de canto preestablecidas y 11 efectos de audio.
Al elegir el cantante, una serie de tipos preestablecidos (Incluye Breath, Looped, Robotic, etc). Los tipos pueden ser coloreados para darles un tono expresivo (Esta función es similar a los ajustes de color del EVEC), como agregar Growl, Brightness, etc.
El editor puede intentar automáticamente insertar respiraciones si el usuario lo permite.
Lo mismo con el GWL.
Los VSQ y VSQx han sido reemplazados por VPR, el editor puede leer VPR, VSQx, MIDI y archivos WAV.

### VOCALOID6
VOCALOID6 salió a la venta el 13 de octubre de 2022 como la siguiente generación del mismo y reemplazo de VOCALOID5. En esta versión, se utiliza VOCALOID:AI, una tecnología basada en inteligencia artificial, para generar voces cantadas más naturales y expresivas. Esta tecnología permite a los usuarios ingresar simplemente la melodía y la letra, con la capacidad de manipular libremente acentos vocales, vibrato, sensación rítmica y mucho más. Entre las funciones nuevas de esta versión se encuentran:
Herramientas de Edición Mejoradas: Incluye herramientas de edición nuevas para ajustar rápidamente elementos del estilo y expresión vocal, como el vibrato y el tiempo, usando controles visuales fáciles de entender.
Funcionalidad VOCALO CHANGER: Permite a los creadores importar datos de audio de su propio canto y utilizarlos para recrear letras o estilos de canto, ofreciendo una nueva forma de crear partes vocales sin necesidad de ingresar notación musical y letras.
Canto Multilingüe Natural: Los bancos de voces exclusivos de VOCALOID6 ofrecen funcionalidad multilingüe, permitiendo cantar letras que incluyan una mezcla de japonés e inglés con pronunciación natural y autóctona. Esta característica otorga a los creadores más libertad al escribir letras en otros idiomas compatibles.

### VOCALOID β-STUDIO
VOCALOID β-STUDIO es un estudio de investigación establecido por Yamaha de manera temporal, enfocado en revolucionar la síntesis de voz cantada. Este proyecto está diseñado para trabajar conjuntamente con creadores y los investigadores de Yamaha en el desarrollo de software de síntesis de voz cantada en su fase de investigación. El objetivo es explorar conjuntamente el futuro de la síntesis de voz cantada y establecer lo que será el próximo "estándar" en este campo. VOCALOID β-STUDIO se dedica a la exploración colaborativa del futuro de la síntesis de voz cantada. Para ello, proporciona acceso gratuito al software prototipo en fase de investigación a los creadores musicales. Como parte de sus actividades, que concluyeron el 31 de marzo de 2024, VOCALOID β-STUDIO lanzó el plugin VX-β para DAW. Este plugin es un producto experimental que integra las características de esta versión. Yamaha al mismo tiempo declaró que VX-β no es una versión beta de una futura versión de VOCALOID, sino un producto experimental independiente.
Este proyecto tiene un enfoque en la inteligencia artificial, el proyecto busca expandir los límites de la naturalidad en la síntesis de voz cantada. El estudio aspira a explorar nuevas posibilidades de expresión musical a través de la síntesis vocal, aprovechando los avances en la tecnología de IA,  al mismo tiempo se invita a los creadores de música a unirse a este proyecto. Yamaha declaró que los participantes serán seleccionados a través de sorteos y recibirán códigos de serie para el uso de VX-β. Sin embargo, la distribución de estos códigos es limitada.
El 31 de marzo de 2024, el periodo de prueba del Plug-In finalizó para los usuarios que obtuvieron acceso, cerrando su acceso al uso del Plug-In de manera oficial y cerrando el proyecto de investigación.

## Hatsune Miku (初音ミク)
Hatsune Miku, con el nombre en código CV01, fue la sexta VOCALOID japonesa desarrollada y distribuida por Crypton Future Media, Inc. Fue lanzada inicialmente en agosto de 2007 para el motor VOCALOID2 y fue el primer miembro de la Serie Vocal de Caracteres. Ella fue la séptima VOCALOID en general, así como la segunda vocal VOCALOID2 lanzado para ser lanzado para el motor. Su voz es proporcionada por la actriz de voz japonesa, Saki Fujita (藤田 咲, Fujita Saki).  Desde entonces se han realizado numerosas entregas, como bibliotecas de voz adicionales denominadas 'Append', así como una actualización para el motor VOCALOID3, que contenía una versión vocal en inglés. Recibió una actualización de VOCALOID4 a sus voicebanks japoneses e ingleses en agosto de 2016.(...)

## Productos VOCALOID

### Motores VOCALOID
| Motor           | Nombre de Producto                                | Idioma                                     | Fecha de lanzamiento    |
| --------------- | ------------------------------------------------- | ------------------------------------------ | ----------------------- |
| VOCALOID        |                                                   | Inglés y Japonés                           | 3 de marzo de 2004      |
| VOCALOID2       |                                                   | Inglés y Japonés.                          | 29 de junio de 2007     |
| VOCALOID3       | VOCALOID3 Editor, VOCALOID3 Editor Second Edition | Japonés, Coreano, Inglés, Español y Chino. | 21 de octubre de 2011   |
| VOCALOID4       | VOCALOID4 Editor, VOCALOID4 Editor for Cubase     | Japonés, Coreano, Inglés y Chino.          | 17 de diciembre de 2014 |
| VOCALOID5       | VOCALOID5 Editor, VOCALOID4.5 Editor for Cubase   | Inglés y Japonés.                          | 18 de julio de 2018     |
| VOCALOID6       | VOCALOID6 EDITOR                                  | Inglés y Japonés.                          | 13 de octubre de 2023   |
| Mobile VOCALOID | Mobile VOCALOID Editor                            | Japonés e Inglés                           | 3 de abril de 2015      |

### Librerías de VOCALOID
| Cantante | Desarrollador                            | Nombre de Producto               | Idioma  | Sexo      | Voz original    | Fecha de lanzamiento   |
| -------- | ---------------------------------------- | -------------------------------- | ------- | --------- | --------------- | ---------------------- |
| LEON     | Zero-G                                   | ZGV1 LEON: VIRTUAL SOUL VOCALIST | Inglés  | Masculino |                 | 15 de enero de 2004    |
| LOLA     | Zero-G                                   | ZGV2 LOLA: VIRTUAL SOUL VOCALIST | Inglés  | Femenino  |                 | 15 de enero de 2004    |
| MIRIAM   | Zero-G                                   | ZGV3 MIRIAM: VIRTUAL VOCALIST    | Inglés  | Femenino  | Miriam Stockley | 1 de julio de 2004     |
| MEIKO    | Yamaha Corporation, Crypton Future Media | CRv1 MEIKO                       | Japonés | Femenino  | Meiko Haigo     | 5 de noviembre de 2004 |
| KAITO    | Yamaha Corporation, Crypton Future Media | CRv2 KAITO                       | Japonés | Masculino | Naoto Fūga      | 17 de febrero de 2006  |

### Librerías de VOCALOID2
| Cantante                        | Desarrollador                                         | Idioma                  | Sexo                           | Voz original           | Fecha de Lanzamiento    |
| ------------------------------- | ----------------------------------------------------- | ----------------------- | ------------------------------ | ---------------------- | ----------------------- |
| Sweet Ann                       | PowerFX                                               | Inglés                  | Femenino                       | Jody                   | 29 de junio de 2007     |
| Hatsune Miku (CV01)             | Crypton Future Media                                  | Japonés                 | Femenino                       | Saki Fujita            | 31 de agosto de 2007    |
| Kagamine Rin y Len (CV02)       | Crypton Future Media                                  | Japonés                 | Femenino (Rin) Masculino (Len) | Asami Shimoda          | 27 de diciembre de 2007 |
| Prima                           | Zero-G                                                | Inglés                  | Femenino                       | Sarah Brightman        | 14 de enero de 2008     |
| Kagamine Rin y Len (CV02) Act 2 | Crypton Future Media                                  | Japonés                 | Femenino (Rin) Masculino (Len) | Asami Shimoda          | 18 de julio de 2008     |
| GACKPOID: Kamui Gackpo          | Internet Co., Ltd.                                    | Japonés                 | Masculino                      | Gackt                  | 31 de julio de 2008     |
| Megurine Luka (CV03)            | Crypton Future Media                                  | Japonés e inglés        | Femenino                       | Yū Asakawa             | 30 de enero de 2009     |
| MEGPOID: GUMI                   | Internet Co., Ltd.                                    | Japonés                 | Femenino                       | Megumi Nakajima        | 26 de junio de 2009     |
| SONiKA                          | Zero-G                                                | Inglés (Fonemas extras) | Femenino                       | Sin confirmar          | 14 de julio de 2009     |
| SF-A2 Miki                      | AH Software                                           | Japonés                 | Femenino                       | Miki Furukawa          | 4 de diciembre de 2009  |
| Kaai Yuki                       | AH Software                                           | Japonés                 | Femenino                       | Sin confirnar          | 4 de diciembre de 2009  |
| Hiyama Kiyoteru                 | AH Software                                           | Japonés                 | Masculino                      | Kiyoshi Hiyama         | 4 de diciembre de 2009  |
| Big Al                          | PowerFX                                               | Inglés                  | Masculino                      | Frank Sanderson        | 22 de diciembre de 2009 |
| Hatsune Miku Append             | Crypton Future Media                                  | Japonés                 | Femenino                       | Saki Fujita            | 30 de abril de 2010     |
| Tonio                           | Zero-G                                                | Inglés                  | Masculino                      | Sin confirmar          | 14 de julio de 2010     |
| Lily                            | Yamaha Corporation Avex Management Internet Co., Ltd. | Japonés                 | Femenino                       | Yūri Masuda (m.o.v.e.) | 25 de agosto de 2010    |
| VY1                             | Yamaha Corporation Bplats                             | Japonés                 | Femenino                       | Sin confirmar          | 1 de septiembre de 2010 |
| GACHAPOID: Ryuuto               | Internet Co., Ltd.                                    | Japonés                 | Masculino                      | Kuniko Amemiya         | 8 de octubre de 2010    |
| Nekomura Iroha                  | AH Software                                           | Japonés                 | Femenino                       | Kyounosuke Yoshitate   | 22 de octubre de 2010   |
| Utatane Piko                    | Sony Music Entertainment Japan Ki/oon Records Inc.    | Japonés                 | Masculino                      | Piko                   | 8 de diciembre de 2010  |
| Kagamine Rin / Len Append       | Crypton Future Media                                  | Japonés e inglés        | Femenino (Rin) Masculino (Len) | Asami Shimoda          | 27 de diciembre de 2010 |
| VY2                             | Yamaha Corporation Bplats                             | Japonés                 | Masculino                      | Sin confirmar          | 25 de abril de 2011     |

### Librerías de VOCALOID3
| Cantante                      | Desarrollador                        | Nombre de Producto | Idioma                             | Sexo                                | Voz original           | Fecha de Lanzamiento     |
| ----------------------------- | ------------------------------------ | --- | ---------------------------------- | ----------------------------------- | ---------------------- | ------------------------ |
| Mew                           | Yamaha Corporation                   | VOCALOID3 Library MEW | Japonés                            | Femenino                            | Miu Sakamoto           | 21 de octubre de 2011    |
| VY1v3                         | Yamaha Corporation                   | VOCALOID3 Library VY1V3 | Japonés                            | Femenino                            | No revelado            | 21 de octubre de 2011    |
| SeeU                          | SBS Artech                           | VOCALOID3 SeeU SV01 | Coreano (Fonemas extras) y japonés | Femenino                            | Kim Dae-Hee            | 21 de octubre de 2011    |
| MEGPOID Extend: V3            | Internet Co., Ltd.                   | VOCALOID3 Megpoid Power, VOCALOID3 Megpoid Whisper, VOCALOID3 Megpoid Adult, VOCALOID3 Megpoid Sweet, VOCALOID3 Megpoid Complete | Japonés                            | Femenino                            | Megumi Nakajima        | 21 de octubre de 2011    |
| Tone Rion                     | MoeJapan                             | VOCALOID3 Library 兎眠りおん | Japonés                            | Femenino                            | Yumemi Nemu            | 16 de diciembre de 2011  |
| Oliver                        | PowerFX / VocaTone                   | VOCALOID3 Oliver | Inglés                             | Masculino                           | No revelado            | 21 de diciembre de 2011  |
| CUL                           | Internet Co., Ltd                    | VOCALOID3 CUL | Japonés                            | Femenino                            | Eri Kitamura           | 22 de diciembre de 2011  |
| Yuzuki Yukari                 | AH Software                          | VOCALOID3 結月ゆかり | Japonés                            | Femenino                            | Chihiro Ishiguro       | 22 de diciembre de 2011  |
| Bruno & Clara                 | Voctro LabsC                         | Bruno & Clara VOCALOID™3 Libraries                                                                                               | Español                            | Masculino (Bruno), Femenino (Clara) | No revelados           | 23 de diciembre de 2011  |
| IA                            | 1st Place                            | VOCALOID3 Library IA ARIA ON THE PLANETES, IA DAW, IA -DUO PACKAGE- Starter Pack                                                 | Japonés                            | Femenino                            | Lia                    | 27 de enero de 2012      |
| MEGPOID Native                | Internet Ltd. Co.                    | VOCALOID3 Megpoid Native, | Japonés                            | Femenino                            | Megumi Nakajima        | 16 de marzo de 2012      |
| Aoki Lapis                    | I-Style Project / Yamaha Corporation | VOCALOID3 Library 蒼姫ラピス | Japonés                            | Femenino                            | Nako Eguchi            | 6 de abril de 2012       |
| Lily V3                       | Internet Co Ltd                      | VOCALOID3 Lily | Japonés                            | Femenino                            | Yūri Masuda (m.o.v.e.) | 19 de abril de 2012      |
| Luo Tianyi                    | Shanghái He Nian                     | VOCALOID™3 洛天依 声库 | Chino                              | Femenino                            | Shan Xin               | 12 de julio de 2012      |
| GACKPOID Extend: V3           | Internet Co Ltd                      | VOCALOID3 がくっぽいど NATIVE, VOCALOID3 がくっぽいど POWER, VOCALOID3 がくっぽいど WHISPER, VOCALOID3 がくっぽいど COMPLETE     | Japonés                            | Masculino                           | GACKT                  | 19 de julio de 2012      |
| VY2v3                         | Yamaha Corporation                   | VOCALOID3 Library VY2V3 | Japonés                            | Masculino                           | No revelado            | 19 de octubre de 2012    |
| MAYU                          | Exit Tunes                           | MAYU VOCALOID3 | Japonés                            | Femenino                            | Mayumi Morinaga        | 5 de diciembre de 2012   |
| Avanna                        | Zero-G                               | VOCALOID™3 AVANNA VIRTUAL VOCALIST                                                                                               | Inglés                             | Femenino                            | Rachel Dey             | 22 de diciembre de 2012  |
| KAITO V3                      | Crypton Future Media                 | VOCALOID3 Library KAITO V3 | Japonés e Inglés                   | Masculino                           | Naoto Fūga             | 15 de febrero de 2013    |
| MEGPOID English               | Internet Co Ltd                      | VOCALOID3 Megpoid English | Inglés                             | Femenino                            | Megumi Nakajima        | 28 de febrero de 2013    |
| Zola Project (Yuu, Kyo y WIL) | Yamaha Corporation                   | VOCALOID3 Library ZOLA PROJECT                                                                                                   | Japonés                            | Masculinos                          | Minorun, Nanox y Maui  | 20 de junio de 2013      |
| Yan He (言和)                 | Shanghái He Nian                     | VOCALOID™3 言和 Y A N H E | Chino                              | Femenino                            | Liu Seira              | 11 de julio de 2013      |
| Hatsune Miku English          | Crypton Future Media                 | VOCALOID3 Library 初音ミク V3 English, 初音ミク V3 Bundle                                                                        | Inglés                             | Femenino                            | Saki Fujita            | 31 de agosto de 2013     |
| YOHIOloid                     | PowerFX / VocaTone                   | VOCALOID3 YOHIOloid | Inglés y Japonés                   | Masculino                           | YOHIO                  | 10 de septiembre de 2013 |
| HATSUNE MIKU V3               | Crypton Future Media                 | VOCALOID3 Library 初音ミク V3, 初音ミク V3 Bundle                                                                                | Japonés                            | Femenino                            | Saki Fujita            | 26 de septiembre de 2013 |
| MAIKA                         | Voctro Labs                          | MAIKA VOCALOID ™ 3 Library | Español (Fonemas extras)           | Femenino                            | No revelado            | 18 de diciembre de 2013  |
| Merli                         | I-Style Projec / Yamaha Corporation  | VOCALOID ™ 3 メルリ | Japonés                            | Femenino                            | Kamata Misaki          | 24 de diciembre de 2013  |
| Macne NANA                    | MI7 / Bplast                         | VOCALOID ™ 3 マクネナナ | Japonés e inglés                   | Femenino                            | Haruna Ikezawa         | 31 de enero de 2014      |
| MEIKO V3                      | Crypton Future Media                 | VOCALOID3 Library MEIKO V3 | Japonés e inglés                   | Femenino                            | Meiko Haigo            | 4 de febrero de 2014     |
| kokone                        | Internet, Co., LTD                   | VOCALOID3 Library kokone | Japonés                            | Femenino                            | Por confirmar          | 14 de febrero de 2014    |
| Anon&Kanon                    | Yamaha Corporation                   | VOCALOID™3 Library 杏音鳥音（アノンカノン）                                                                                      | Japonés                            | Femeninas                           | No revelado            | 3 de marzo de 2014       |
| vFlower                       | GYNOID / Yamaha Corporation          | VOCALOID3 Library vFlower | Japonés                            | Femenino                            | No revelado            | 9 de mayo de 2014        |
| Tohoku Zunko                  | AH Software                          | VOCALOID™3 東北ずん子 | Japonés                            | Femenina                            | Satomi Satō            | 5 de junio de 2014       |
| IA ROCKS                      | 1st Place                            | VOCALOID3 Library [IA ROCKS -ARIA ON THE PLANETES-], IA DAW, IA -DUO PACKAGE- Starter Pack                                       | Japonés                            | Femenino                            | Lia                    | 27 de junio de 2014      |
| galaco NEO                    | Yamaha Corporation                   | VOCALOID3 Library ギャラ子 NEO                                                                                                   | Japonés                            | Femenino                            | Shibasaki Kou          | 5 de agosto de 2014      |
| RANA                          | We´ve inc                            | ボカロＰになりたい！, VOCALOID™ 3 Library Rana                                                                                   | Japonés                            | Femenino                            | Kakuma Ai              | 9 de septiembre de 2014  |
| GACHAPOID V3                  | Internet Co Ltd                      | VOCALOID3 GACHAPOID | Japonés                            | Masculino                           | Kuniko Amemiya         | 17 de septiembre de 2014 |
| Chika                         | Internet Co Ltd                      | VOCALOID3 CHIKA | Japonés                            | Femenino                            | Ito Chiaki             | 16 de octubre de 2014    |
| Xin Hua                       | GYNOID                               | VOCALOID™3 Library 心華 | Chino                              | Femenino                            | Wang Wenyi             | 10 de febrero de 2015    |
| Yuezheng Ling                 | Shanghái He Nian                     | VOCALOID3 Library 乐正绫 | Chino                              | Femenino                            | Qi Inory               | 17 de julio de 2015      |

### Librerías de VOCALOID4
| Cantante                     | Desarrollador                                   | Nombre de Producto | Idioma                  | Sexo                           | Voz original         | Fecha de lanzamiento     |
| ---------------------------- | ----------------------------------------------- | --- | ----------------------- | ------------------------------ | -------------------- | ------------------------ |
| VY1 V4                       | Yamaha Corporation CANTATION                    | VOCALOID4 Library VY1V4 | Japonés                 | Femenino                       | No revelado          | 17 de diciembre de 2014  |
| CYBER DIVA                   | Yamaha Corporation                              | VOCALOID4 Library CYBER DIVA | Inglés                  | Femenino                       | Jenny Shima          | 4 de febrero de 2015     |
| V4 Yuzuki Yukari             | AH Software                                     | VOCALOID4 結月ゆかり 凛, VOCALOID4 結月ゆかり 穏, VOCALOID4 結月ゆかり 純                                                                                  | Japonés                 | Femenino                       | Chihiro Ishiguro     | 18 de marzo de 2015      |
| MEGURINE LUKA V4X            | Crypton Future Media                            | VOCALOID4 Library 巡音ルカ V4X | Japonés e Inglés        | Femenino                       | Yū Asakawa           | 19 de marzo de 2015      |
| GACKPOID V4                  | Internet Ltd Co.                                | VOCALOID4 がくっぽいど WHISPER, VOCALOID4 がくっぽいど POWER, VOCALOID4 がくっぽいど NATIVE, VOCALOID4 がくっぽいど COMPLETE                               | Japonés                 | Masculino                      | Gackt                | 30 de abril de 2015      |
| miki V4 natural (SF-A2 Miki) | AH Software                                     | VOCALOID4 SF-A2 開発コード miki Natural | Japonés                 | Femenino                       | Furukawa Miki        | 18 de junio de 2015      |
| V4 Nekomura Iroha            | AH Software                                     | VOCALOID4 猫村いろは Natural, VOCALOID4 猫村いろは Soft | Japonés                 | Femenino                       | Kyounosuke Yoshitate | 18 de junio de 2015      |
| v4flower                     | GYNOID, Yamaha Corporation                      | VOCALOID™4 Library v4Flower | Japonés                 | Femenino                       | No revelado          | 16 de julio de 2015      |
| Sachiko                      | Yamaha Corporation                              | VOCALOID™4 Library SACHIKO | Japonés                 | Femenino                       | Sachiko Kobayashi    | 27 de julio de 2015      |
| ARSLOID: Akira Kano          | Yamaha Corporation / UNIVERSAL MUSIC JAPAN      | VOCALOID™4 Library アルスロイド | Japonés                 | Masculino                      | Oosemachi Keiichi    | 23 de septiembre de 2015 |
| Ruby Natural                 | Power FX                                        | VOCALOID4 RUBY | Inglés (Fonemas extras) | Femenino                       | Misha Route          | 7 de octubre de 2015     |
| V4 Hiyama Kiyoteru           | AH Software                                     | VOCALOID™4 氷山キヨテル ロック, VOCALOID™4 氷山キヨテル ナチュラル                                                                                         | Japonés                 | Masculino                      | Kiyoshi Hiyama       | 29 de octubre de 2015    |
| Kaai Yuki Natural            | AH Software                                     | VOCALOID™4 歌愛ユキ ナチュラル | Japonés                 | Femenino                       | Sin revelar          | 29 de octubre de 2015    |
| Megpoid v4                   | Internet Ltd co                                 | VOCALOID4 Megpoid NATIVE, VOCALOID4 Megpoid POWER, VOCALOID4 Megpoid WHISPER, VOCALOID4 Megpoid ADULT, VOCALOID4 Megpoid SWEET, VOCALOID4 Megpoid COMPLETE | Japonés                 | Femenino                       | Megumi Nakajima      | 5 de noviembre de 2015   |
| Dex                          | Zero-G                                          | VOCALOID™4 DEX VIRTUAL VOCALIST | Inglés (Fonemas extras) | Masculino                      | Sam Blakeslee        | 20 de noviembre de 2015  |
| Daina                        | Zero-G                                          | VOCALOID™4 DAINA VIRTUAL VOCALIST | Inglés (Fonemas extras) | Femenino                       | Aki Glancy           | 20 de noviembre de 2015  |
| RanaV4                       | Yamaha Corporation                              | VOCALOID™ 4 Library Rana | Japonés                 | Femenino                       | Kakuma Ai            | 1 de diciembre de 2015   |
| KAGAMINE RIN/LEN V4 English  | Crpton Future Media                             | VOCALOID™4 Library 鏡音リン·レン V4 Englsih, 鏡音リン·レン V4X Bundle                                                                                      | Inglés                  | Rin (Femenino) Len (Masculino) | Asami Shimoda        | 24 de diciembre de 2015  |
| KAGAMINE RIN/LEN V4X         | Crpton Future Media                             | VOCALOID™4 Library 鏡音リン·レン V4X, 鏡音リン·レン V4X Bundle                                                                                             | Japonés                 | Rin (Femenino) Len (Masculino) | Asami Shimoda        | 24 de diciembre de 2015  |
| Unity-Chan                   | Yamaha Co./ Unity                               | VOCALOID4 Library unity-chan | Japonés                 | Femenino                       | Kakumoto Asuka       | 29 de diciembre de 2015  |
| Fukase                       | Yamaha Co.                                      | VOCALOID4 Library Fukase | Japonés e Inglés        | Masculino                      | Satoshi Fukase       | 28 de enero de 2016      |
| Stardust                     | Shanghái He Nian                                | VOCALOID™4 Library Stardust | Chino                   | Femenino                       | Chalili              | 13 de abril de 2016      |
| HATSUNE MIKU V4X             | Crypton Future Media                            | VOCALOID4 Library V4X | Japonés e Inglés        | Femenino                       | Saki Fujita          | 31 de agosto de 2016     |
| Otomachi Una                 | Internet Ltd co, MTK                            | VOCALOID4 Library 音街ウナ V4 | Japonés                 | Femenino                       | Tanaka Aimi          | 30 de julio de 2016      |
| CYBER SONGMAN                | Yamaha corporation                              | VOCALOID 4 Library Cyber Songman | Inglés                  | Masculino                      | No revelado          | 31 de octubre de 2016    |
| V4 Macne Nana                | AH Software                                     | VOCALOID ™4 マクネナナ | Japonés e Inglés        | Femenino                       | Haruna Ikezawa       | 15 de diciembre de 2016  |
| UNI Original                 | ST Media                                        | VOCALOID4 Library UNI | Coreano                 | Femenino                       | No revelado          | 14 de febrero de 2017    |
| Tone Rion v4                 | DEARSTAGE inc                                   | VOCALOID 4 Library 兎眠りおん | Japonés                 | Femenino                       | Yumemi Nemu          | 16 de febrero de 2017    |
| Yumemi Nemu                  | DEARSTAGE inc                                   | VOCALOID 4 Library 夢眠ネム | Japonés                 | Femenino                       | Yumemi Nemu          | 16 de febrero de 2017    |
| Yuezhen Longya               | Shanghái HENIAN Information Technology Co. Ltd. | VOCALOID 4 Library 乐正龙牙 | Chino                   | Masculino                      | Jie Zhang            | 24 de junio de 2017      |
| AZUKI                        | Yamaha Corporation, SEGA                        | VOCALOID4 Library AZUKI | Japonés                 | Femenino                       | Yuka Outsubo         | 12 de julio de 2017      |
| MATCHA                       | Yamaha Corporation, SEGA                        | VOCALOID4 Library MATCHA | Japonés                 | Femenino                       | Ayaka Oohashi        | 12 de julio de 2017      |
| LUMi                         | Akatsuki Virtual Artists                        | VOCALOID4 Library LUMi | Japonés                 | Femenino                       | Sayaka Ohara         | 30 de agosto de 2017     |
| Hatsune Miku V4 Chinese      | Crypton Future Media                            | VOCALOID4 Library 初音未来 V4 | Chino                   | Femenino                       | Saki Fujita          | 30 de agosto de 2017     |
| Xin Hua Japanese             | Gynoid Co., Ltd.                                | VOCALOID4 Library 心華 | Japonés                 | Femenino                       | Wenyi Wang           | 22 de septiembre de 2017 |
| Xin Hua V4                   | Gynoid Co., Ltd.                                | VOCALOID4 Library 心華 | Chino                   | Femenino                       | Wenyi Wang           | 22 de septiembre de 2017 |
| Luo Tianyi V4                | Shanghai HENIAN Information Technology Co. Ltd. | VOCALOID 4 Library 洛天依 | Chino                   | Femenino                       | Shan Xin             | 30 de diciembre de 2017  |
| Kizuna Akari                 | AH-Software Co. Ltd.                            | VOCALOID4 紲星あかり | japonés                 | Femenino                       | Madoka Yonezawa      | 26 de abril de 2018      |
| Luo Tianyi Japanese          | Shanghai HENIAN Information Technology Co. Ltd. | VOCALOID 4 Library 洛天依 | Japonés                 | Femenino                       | Kano                 | 18 de mayo de 2018       |
| Mirai Komachi                | Bandai Namco Studio, Inc./YAMAHA Corporation    | VOCALOID™4 Library Mirai Komachi | Japonés                 | Femenino                       | Sin revelar          | 24 de mayo de 2018       |
| Zhiyu Moke                   | Shanghai HENIAN Information Technology Co. Ltd. | VOCALOID 4 Library 徵羽摩柯 | Chino                   | Masculino                      | Shangqing Su         | 2 de agosto de 2018      |
| Mo Qingxian                  | Shanghai HENIAN Information Technology Co. Ltd. | VOCALOID 4 Library 墨清弦 | Chino                   | Femenino                       | Mingyue              | 2 de agosto de 2018      |

### Librerías de VOCALOID 5
| Personaje           | Desarrollador      | Idioma  | Nombre del producto                   | Sexo      | Voz original   | Fecha de Lanzamiento  |
| ------------------- | ------------------ | ------- | ------------------------------------- | --------- | -------------- | --------------------- |
| Amy                 | Yamaha Corporation | Inglés  |                                       | Femenino  | No revelado    | 12 de julio de 2018   |
| Chris               | Yamaha Corporation | Inglés  |                                       | Masculino | No revelado    | 12 de julio de 2018   |
| CyberDiva V5        | Yamaha Corporation | Inglés  | CyberDivaII                           | Femenino  | Jenny Shima    | 12 de julio de 2018   |
| CyberSongman V5     | Yamaha Corporation | Inglés  | CyberSongmanII                        | Masculino | No revelado    | 12 de julio de 2018   |
| Kaori               | Yamaha             | Japonés |                                       | Femenino  |                | 12 de julio de 2018   |
| Ken                 | Yamaha Corporation | Japonés |                                       | Masculino |                | 12 de julio de 2018   |
| VY1                 | Yamaha Corporation | Japonés | VY1 V5                                | Masculino | No revelado    | 12 de julio de 2018   |
| VY2                 | Yamaha Corporación | Japonés | VY2 V5                                | Femenino  | No revelado    | 12 de julio de 2018   |
| Haruno Sora         | AH Software        | Japonés | VOCALOID5 桜乃そら Natural            | Femenino  | Kikuko Inoue   | 26 de julio de 2018   |
| Haruno Sora         | AH Software        | Japonés | VOCALOID5 桜乃そら Cool               | Femenino  | Kikuko Inoue   | 26 de julio de 2018   |
| MEIKA Hime & Mikoto | Gynoid Co.Ltd      | Japonés | VOCALOID5 鳴花（ メイカ）ヒメ・ミコト | Femenino  | Kotori Koiwai  | 30 de marzo de 2019   |
| CHARLIE             | Yamaha Corporation | Japonés | VOCALOID5 CHARLIE (?)                 | Masculino | Robot homónimo | 13 de mayo de 2021    |
| Luo Tianyi V5       | Shanghai Henian    | Chino   |                                       | Femenino  | Shan Xin       | 12 de febrero de 2023 |
| Yan He V5           | Shanghai Henian    | Chino   |                                       | Femenino  | Seira Ryū      | 12 de febrero de 2023 |
| Yuezheng Ling V5    | Shanghai Henian    | Chino   |                                       | Femenino  | QI Inory       | 12 de febrero de 2023 |

### Librerías de VOCALOID 6
| Personaje  | Desarrollador                           | Idioma                         | Nombre del producto | Sexo      | Voz original    | Fecha de Lanzamiento  |
| ---------- | --------------------------------------- | ------------------------------ | ------------------- | --------- | --------------- | --------------------- |
| Sarah      | Yamaha Corporation                      | Inglés                         |                     | Femenino  |                 | 13 de octubre de 2022 |
| Allen      | Yamaha Corporation                      | Inglés                         |                     | Masculino |                 | 13 de octubre de 2022 |
| Haruka     | Yamaha Corporation                      | Japonés                        |                     | Femenino  |                 | 13 de octubre de 2022 |
| Akito      | Yamaha Corporation                      | Japonés                        |                     | Masculino |                 | 13 de octubre de 2022 |
| AI Megpoid | Internet Ltd co                         | VOCALOID6 Voicebank AI Megpoid | Japonés             | Femenino  | Megumi Nakajima | 13 de octubre de 2022 |
| Po-uta     | Yamaha Corporation Sample Sized, LLC.   | VOCALOID6 Po-uta               | Inglés              | Masculino | Porter Robinson | 7 de marzo de 2023    |
| Fuiro      | Yamaha Corporation nana Music Co., Ltd. | VOCALOID6 符色                 | Japonés             | Femenino  | philo           | 9 de mayo de 2023     |

### Otros / Privados
| Personaje                      | Desarrollador        | Idioma                 | Sexo                                 | Voz original     | Motor            |
| ------------------------------ | -------------------- | ---------------------- | ------------------------------------ | ---------------- | ---------------- |
| Proyecto Masculino en Catalán* | VoctroLabs           | Catalán                | Masculino                            | Jordi Bonada     | VOCALOID         |
| Sweet Ann (v1)*                | Power Fx             | Inglés                 | Femenino                             | Jody             | VOCALOID         |
| Big Al (1st)***                | Power Fx             | Inglés                 | Masculino                            | Michael King     | VOCALOID2        |
| Masaoka Azuki (V2)             | Sega                 | Japonés                | Femeninos                            | Yuka Ootsubo     | VOCALOID2 (Lite) |
| Kobayashi Matcha (V2)          | Sega                 | Japonés                | Femeninos                            | Ayaka Ohashi     | VOCALOID2 (Lite) |
| Project If...***               | Crypton Future Media | Japonés                | Femenino (2 voces) Masculina (1 voz) | ?                | VOCALOID2        |
| Junger März PROTOTYPE β        | Crypton Future Media | Japonés                | Masculina                            |                  | VOCALOID2        |
| KAITO Append***                | Crypton Future Media | Japonés                | Masculino                            | Naoto Fūga       | VOCALOID2        |
| MEIKO Append***                | Crypton Future Media | Japonés                | Femenino                             | Meiko Haigo      | VOCALOID2        |
| Megurine Luka Append***        | Crypton Future Media | Japonés                | Femenino                             | Yuu Akasawa      | VOCALOID2        |
| HATSUNE MIKU English V2*       | Crypton Future Media | Inglés                 | Femenino                             | Saki Fujita      | VOCALOID2        |
| CV-4Cβ*                        | Crypton Future Media | Japonés                | Femenino                             | Eriko Nakamura   | VOCALOID3        |
| Akikoroid-chan**               | Lawson               | Japonés                | Femenino                             | Arimoto          | VOCALOID3        |
| Hatsune Miku ENGLISH (remade)  | Crypton Future Media | Inglés                 | Femenino                             | Saki Fujita      | VOCALOID3        |
| Ueki-Loid**                    | Music Airport.inc    | Japonés                | Masculino                            | Hitoshi Ueki (†) | VOCALOID3        |
| Anri Rune                      | Fuji TV              | Japonés                | Femenino                             | ?                | VOCALOID3        |
| SeeU English***                | SBS Artech           | Inglés                 | Femenino                             | Kim Dae-Hee      | VOCALOID3        |
| Galaco (1st)***                | Internet Co Ltd      | Japonés                | Femenino                             | Kou Shibasaki    | VOCALOID3        |
| Ring Suzune***                 | VocaNext             | Japonés                | Femenino                             | MiKA             | VOCALOID3        |
| IA α Type C*                   | 1st Place            | Japonés                | Femenino                             | Lia              | VOCALOID3        |
| Co Gal**                       | Yamaha               | Japonés                | Masculino                            | Hide (†)         | VOCALOID3        |
| Zhanyin Lorra*                 |                      | Japonés                | Femenino                             |                  | VOCALOID3        |
| KHylin*                        |                      | Coreano                | Femenino                             |                  | VOCALOID3        |
| HATSUNE MIKU V4X Beta*         | Crypton Future Media | Japonés                | Femenino                             | Saki Fujita      | VOCALOID4        |
| Lucia***                       | VocaloidMaster       | Español                | Femenino                             | Lucía            | VOCALOID4        |
| LUAN***                        | VocaloidMaster       | Español                | Masculino                            | Antonio Carmona  | VOCALOID4        |
| Yao Luniang*                   | Shanghái Wangcheng   | Chino                  | Femenino                             | ?                | VOCALOID4        |
| COCOROBO**                     | Sharp, Yamaha        | Japonés                | Femenino                             |                  | VOCALOID4        |
| Zhang ChuChu**                 | Shanghái Wangcheng   | Chino                  | Femenino                             | Wan Su           | VOCALOID4        |
| Yuecheng/King**                | Shanghái Wangcheng   | Chino                  | Masculino                            | Nuocheng         | VOCALOID4        |
| ZING*                          | Aquatrax, Exit Tunes | Japonés, chino, inglés | Femenino                             | ?                | VOCALOID4        |
| AI Otomachi Una                | Internet Ltd co      | Japonés, chino, inglés | Femenino                             | Tanaka Aimi      | VOCALOID6        |

(*)Prototipos.
(**)Licencia privada.
(***)Desactivados o Cancelados (Algunos fueron liberados más tarde).

## Productos derivados

### Software
Vocaloid-flex
Yamaha desarrolló Vocaloid-flex, una aplicación de canto basada en el motor Vocaloid, el cual contiene un sintetizador del habla. De acuerdo al anuncio oficial, los usuarios pueden editar su sistema fonológico más delicadamente que las otras series Vocaloid para obtener más cerca al idioma actual de la oración; por ejemplo, permite desonorización final, callar sonidos de vocales o debilitar/fortalecer los sonidos de las consonantes. Fue usado en el videojuego Metal Gear Solid: Peace Walker lanzado el 28 de abril de 2010. Es aún un producto corporativo y una versión para el consumidor no ha sido anunciado. Este software también es usado para el robot modelo HRP-4C en CEATEC Japón 2009. Megpoid tiene acceso a este motor y es usado a través del software V-Talk.
Vocalistener
Otra herramienta Vocaloid que fue desarrollada fue Vocalistener, un paquete de software que permite canciones Vocaloid realistas para ser producidas.
NetVocaloid
NetVocaloid es un servicio de síntesis vocal en línea. Los usuarios pueden sintetizar voces de canto en un dispositivo conectado a internet ejecutando el motor Vocaloid en el servidor. Este servicio puede ser usado aún si actualmente el usuario no posea el software Vocaloid. El servicio está disponible en inglés y Japonés.
NetVocalis
NetVocalis es un software siendo desarrollado por Bplats, creador de las series VY, y es muy similar a Vocalistener.
Vocaloid Yusa
Vocaloid-Yusa es una opción integrada en el servicio VocaloidNet en el que se tiene la opción de escribir letra de canción y escoger música y el sistema lo transforma en una canción con posibilidad de usar diferentes Vocaloids.Actualmente se permite la posibilidad de usar el voicebank Rana 0909 (que era un voicebanck edición limitada)y así crear canciones con ella.
Voiceroid
Voiceroid es un programa primo a Vocaloid creado por AHSoftware en el que se puede usar un voicebank (llamado de igual manera) para trabajarlo como narrador(similar a Vocaloid pero para hablar) La temática es insertar la letra y el voiceroid la pronunciara.Similar a Megpoid -Talk se puede editar el pitch, velocidad,y naturalidad de la voz.El Vocaloid Yuzuki Yukari tiene su versión Voiceroid al igual que Tohoku Zunko mas no los demás Vocaloids de AHS.
iVocaloid
iVocaloid es la versión portátil de software para iPad y iPhone, esta versión tiene una capacidad limitada, pero al precio de ¥1,800 para el iPad y ¥350 por el iPhone ha hecho esta versión la más barata del software Vocaloid actualmente a la venta.
Solo hay cuatro voces disponibles: VY1, VY2, Aoiki Lapis y Merli.
Mobile VOCALOID
Mobile VOCALOID es la versión móvil de VOCALOID4. Fue liberado el 3 de abril de 2015.
La voces se adquieren en la aplicación
| Cantante     | Precio | Idioma  | Género    | Fecha de salida         |
| ------------ | ------ | ------- | --------- | ----------------------- |
| VY1 (+ Lite) | ¥1,200 | Japonés | Femenino  | 3 de abril de 2015      |
| VY2(v3)      | ¥2,400 | Japonés | Masculino | 3 de abril de 2015      |
| Kyo          | ¥2,400 | Japonés | Masculino | 3 de abril de 2015      |
| Wil          | ¥2,400 | Japonés | Masculino | 3 de abril de 2015      |
| Yuu          | ¥2,400 | Japonés | Masculino | 3 de abril de 2015      |
| galaco BLUE  | ¥2,400 | Japonés | Femenino  | 3 de abril de 2015      |
| galaco RED   | ¥2,400 | Japonés | Femenino  | 3 de abril de 2015      |
| Aoki Lapis   | ¥2,400 | Japonés | Femenino  | 3 de abril de 2015      |
| Merli        | ¥2,400 | Japonés | Femenino  | 3 de abril de 2015      |
| Mew          | ¥2,400 | Japonés | Femenino  | 3 de abril de 2015      |
| CYBER DIVA   | ¥2,400 | Inglés  | Femenino  | 14 de junio de 2015     |
| Yukari Jun   | ¥2,400 | Japonés | Femenino  | 1 de septiembre de 2015 |
| Yukari Lin   | ¥2,400 | Japonés | Femenino  | 1 de septiembre de 2015 |
| Yukari Onn   | ¥2,400 | Japonés | Femenino  | 1 de septiembre de 2015 |
| Sachiko      | ¥2,400 | Japonés | Femenino  | Noviembre de 2015       |
| Unity-Chan   | ¥2,400 | Japonés | Femenino  | 2016                    |

VOCALOID for Unity
Se implementa la tecnología de VOCALOID para el motor UNITY , con su propia voz.

### Hardware
En octubre de 2010, Yamaha anunció que Vocaloid se adaptaría en una versión de hardware llamada Vocaloid-Board.

### Otras aplicaciones no licenciadas
Existen numerosas aplicaciones creada por la comunidad de fanáticos.

## Mercadotecnia
Aunque fue desarrollado por Yamaha, la mercadotecnia de cada Vocaloid es dejado a los respectivos estudios. Yamaha mantiene un grado de esfuerzos de promoción en el software Vocaloid actual, como se ve cuando el robot humanoide modelo HRP-4C del Instituto Nacional de Tecnología y Ciencias Industriales Avanzadas (AIST) se creó para reaccionar con tres Vocaloids—Hatsune Miku, Megpoid y el software Vocaloid No-Comercial de Crypton ""CV-4Cβ"—como parte de las promociones de Yamaha y AIST en CEATEC en 2009. La voz prototipo de CV-4Cβ fue creada por muestreo de voz de la actriz japonesa, Eriko Nakamura.
Revistas Japonesas tales como DTM magazine son responsables por la promoción e introducción de los muchos Vocaloid Japoneses a los fanáticos Japoneses de Vocaloid. Se han destacado Vocaloids tales como Hatsune Miku, Kagamine Rin y Len, y Lily; imprimiendo algunos de los bocetos por el artista Kei y reportando las últimas noticias sobre las Vocaloids. Las versiones de prueba de treinta días de Miriam, Lily e Iroha también han contribuido al éxito de la mercadotecnia de esas voces particulares. Después del éxito del álbum de SF-A2 Miki, otros Vocaloids como VY1 e Iroha también hayan usado CD promocionales como un enfoque de mercadeo para vender su software. Cuando Amazon MP3 en Japón abrió el 9 de noviembre de 2010, los álbumes Vocaloids aparecieron en sus contenidos libre-de-cargos.